# Unidades de Planificación y Gestión Territorial
En los Planes de Ordenamiento Territorial (POT) se da un conceptualización territorial establecido para los municipios colombianos, en el ámbito del urbanismo colombiano, para planificar y ordenar su territorio. Las Unidades de Planificación y Gestión Territorial se dan como elemento básico para conocer y caracterizar el sistema territorial sobre el que se debe actuar e intervenir en el desarrollo e implementación de las políticas públicas y, a partir de ahí, definir la estructura sobre la que se va a proceder la intervención territorial, teniendo en cuenta la inclusión del componente ambiental, como los factores biótico y abiótico, el desarrollo productivo, fortalecimiento político e institucional, siguiendo las directrices para el ordenamiento y planificación territorial.
Las Unidades de Planificación y Gestión Territorial más usadas para organizar las zonas de un ente territorial son las Unidades de Planificación Rural y las Unidades Espaciales de Funcionamiento. El ejemplo más conocido a nivel nacional son las "UPL" (Unidades de Planeamiento Local) de Bogotá.

## Unidades de Planificación Rural
Las Unidades de Planificación Rural (UPR) son un instrumento de planificación de escala intermedia que desarrolla y precisa el Plan de Ordenamiento Territorial para el suelo rural; de lo cual se puede concluir que estas no pueden exceder ni contradecir a estos planes sino reglamentar su contenido.
En esta se establece los grupos de veredas, los cuales son la guía para el desarrollo territorial de partes del área rural del municipio asociadas a cuencas hidrográficas, haciéndolas visibles en el POT o PBOT, a partir de proyectos focalizados, programas, normas y lineamientos en tres escalas: centros poblados, área dispersa y borde urbano-rural.
Las UPR requieren concertación con la autoridad ambiental competente y se reglamentarán mediando Acuerdo, el cual es un acto jurídico construido entre la Alcaldía y las comunidades, aprobado por el Concejo municipal o distrital constituyéndose en un pacto de obligatorio cumplimiento.
- Definen programas y proyectos que consolidan el Modelo de Ordenamiento Territorial en la zona rural.
- Orientan la inversión pública en suelo rural.
- Ajustar normas para el desarrollo en suelo rural.

## Unidades Espaciales de Funcionamiento
La Unidad Espacial de Funcionamiento (UEF) es un espacio geográfico de identificación social con un conjunto de vínculos, relaciones, flujos de bienes y servicios, etc., y con la presencia de un centro funcional que organiza y polariza en torno a sí dicho espacio. Las unidades espaciales de funcionamiento tienen como característica principal que los habitantes están organizados y atraídos hacia un mismo centro con cierta jerarquía funcional.  La polarización ejercida por este centro puede ser de tipo comercial, vial, de transporte, cultural, de servicios básicos, administrativos, financieros etc.
Los centros poblados de los municipios presentan características particulares de organización, especialización y funcionalidad que se derivan directamente de la oferta ambiental y su distribución, de la ubicación geográfica y de la influencia ejercida por su cabecera municipal.  A su vez dentro de cada unidad se encuentran veredas que cumplen funciones similares a los centros poblados e incluso compiten con ellos.
El Instituto Geográfico Agustín Codazzi, promocionó la creación de la Unidades Espaciales de Funcionamiento para que los municipios ampliarán el criterio de estructurar el análisis territorial, lo cual, debería dar como resultado la orientación de infraestructura vial para la prestación de servicios entre ellos: escuelas, centros de salud, subestaciones de policías, inspecciones de policías, corregidurías o alcaldías locales; también orientar la delimitación de Corregimientos, Comunas o Localidades.
El ejemplo más conocido a nivel nacional son las "UPL" (Unidades de Planeamiento Local) en Bogotá; en otras ciudades colombianas equivaldrías así: en Santiago de Cali "Unidades de Planificación Urbana (UPU)"; en Cartagena de Indias "Unidades Comuneras de Gobierno (UCG)" ; en Barranquilla, Montería y Riohacha "Piezas Urbanas".

### Unidades de Planeamiento Local

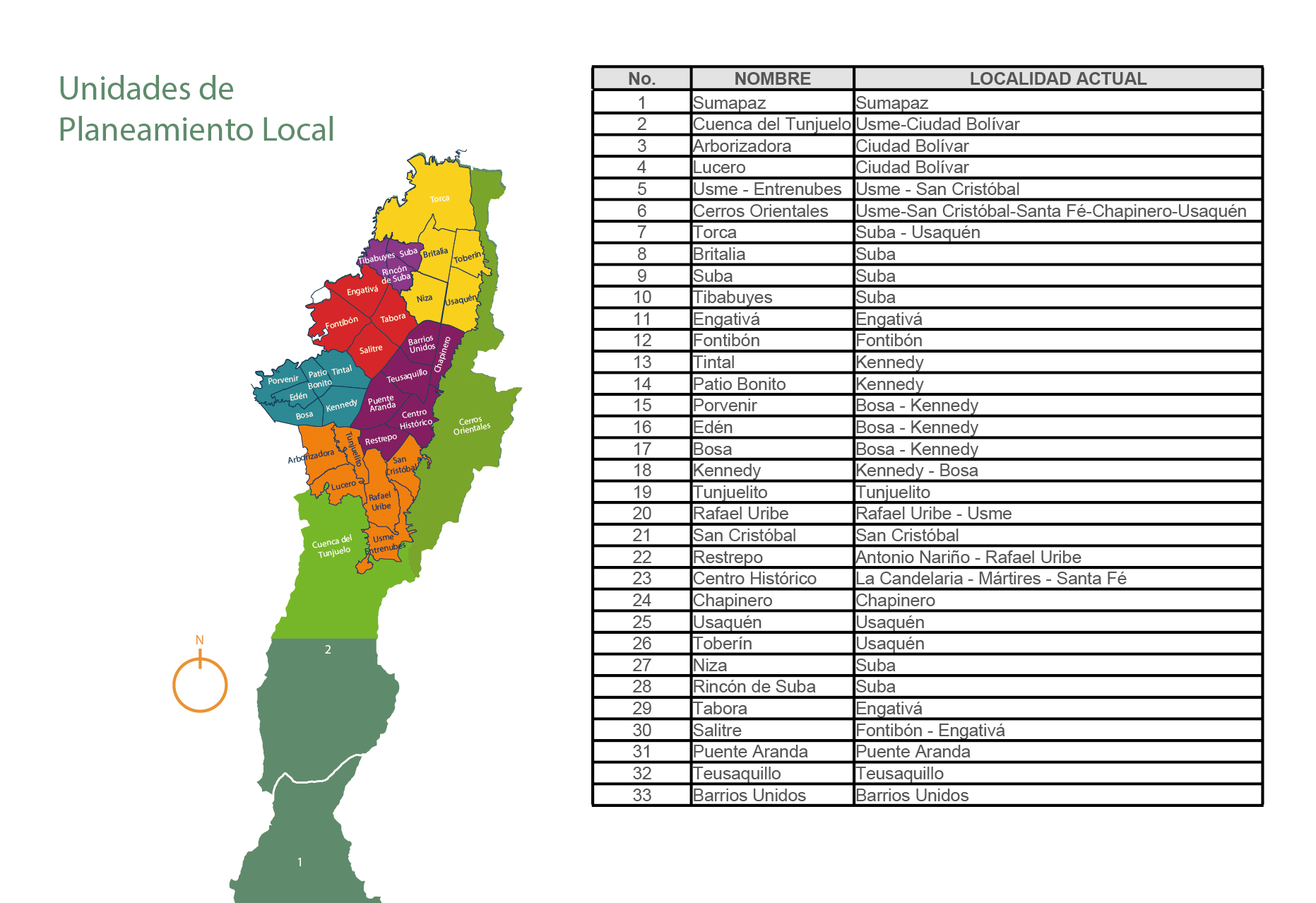
Unidades de Planeamiento Local de Bogotá D.C y sus zonas.

En el Plan de Ordenamiento Territorial (POT) de Bogotá 2022-2035, se reemplazo de las UPZ por Unidades de Planeamiento Local en las cuales, de acuerdo a su demografía (cada una tendrá menos de 500 000 habitantes), como varios factores, por ejemplo, aspectos identitarios y patrimoniales, las similitudes socioeconómicas y la distancia Manhattan para evaluar la proximidad de dos puntos, se crearon.
La distribución de estas figuras territoriales se realizó en siete sectores de la siguiente manera: 
| Sector                    | Unidades de Planeamiento Local (UPL)                                                   |
| ------------------------- | -------------------------------------------------------------------------------------- |
| Centro Ampliado o Santafé | Centro Histórico, Teusaquillo, Restrepo, Puente Aranda, Barrios Unidos y Chapinero.    |
| Norte                     | Britalia, Toberín, Usaquén, Niza y Torca.                                              |
| Noroccidente              | Suba, Rincón de Suba y Tibabuyes.                                                      |
| Occidente                 | Fontibón, Engativá, Tabora y Salitre.                                                  |
| Suroccidente              | Bosa, Tintal, Kennedy, Patio Bonito, Edén y Porvenir.                                  |
| Suroriente                | Arborizadora, Lucero, Tunjuelito, Rafael Uribe Uribe, Usme Entrenubes y San Cristóbal. |
| Rural                     | Sumapaz, Cuenca del Tunjuelo y Cerros Orientales.                                      |

Se estipula que la UPL Centro Histórico ocasionará la fusión de las localidades de La Candelaria, Los Mártires y Santa Fe en una nueva localidad, de acuerdo con las delimitaciones del Plan Especial de Manejo y Protección del Centro Histórico (PEMP).
Estas UPL y/o sus sectores podrían ser elevadas a la categoría de localidades posteriormente.

## Antiguas Unidades de Planificación y Gestión Territorial

### En Bogotá D.C
Las Unidades de Planeamiento Zonal (UPZ) fueron una subdivisión urbana de Bogotá, Distrito Capital; su reemplazo son las Unidades de Planeación Local. Su área es menor a la de las localidades, pero agrupaba varios barrios de las localidades en sí.
La utilidad de las UPZ era servir a la planeación urbana y rural que requiere la ciudad según sus necesidades. Entre otras, la principal normativa que regia a las UPZ era el Plan de Ordenamiento Territorial (POT), mediante el Artículo 49 del Decreto 190 de 2004.
| Número | Nombre                    | Localidad         |
| ------ | ------------------------- | ----------------- |
| 1      | Paseo de los Libertadores | 01 Usaquén        |
| 9      | Verbenal                  | 01 Usaquén        |
| 10     | La Uribe                  | 01 Usaquén        |
| 11     | San Cristóbal Norte       | 01 Usaquén        |
| 12     | Toberín                   | 01 Usaquén        |
| 13     | Los Cedros                | 01 Usaquén        |
| 14     | Usaquén                   | 01 Usaquén        |
| 15     | Country Club              | 01 Usaquén        |
| 16     | Santa Bárbara             | 01 Usaquén        |
| 88     | El Refugio                | 02 Chapinero      |
| 89     | San Isidro-Patios         | 02 Chapinero      |
| 90     | Pardo Rubio               | 02 Chapinero      |
| 97     | Chicó Lago                | 02 Chapinero      |
| 99     | Chapinero                 | 02 Chapinero      |
| 91     | Sagrado Corazón           | 03 Santa Fe       |
| 92     | La Macarena               | 03 Santa Fe       |
| 93     | Las Nieves                | 03 Santa Fe       |
| 95     | Las Cruces                | 03 Santa Fe       |
| 96     | Lourdes                   | 03 Santa Fe       |
| 32     | San Blas                  | 04 San Cristóbal  |
| 33     | Sociego                   | 04 San Cristóbal  |
| 34     | 20 de Julio               | 04 San Cristóbal  |
| 50     | La Gloria                 | 04 San Cristóbal  |
| 51     | Los Libertadores          | 04 San Cristóbal  |
| 52     | La Flora                  | 05 Usme           |
| 56     | Danubio                   | 05 Usme           |
| 57     | Gran Yomasa               | 05 Usme           |
| 58     | Comuneros                 | 05 Usme           |
| 59     | Alfonso López             | 05 Usme           |
| 60     | Parque Entrenubes         | 05 Usme           |
| 61     | Ciudad Usme               | 05 Usme           |
| 42     | Venecia                   | 06 Tunjuelito     |
| 62     | Tunjuelito                | 06 Tunjuelito     |
| 49     | Apogeo                    | 07 Bosa           |
| 84     | Bosa Occidental           | 07 Bosa           |
| 85     | Bosa Central              | 07 Bosa           |
| 86     | El Porvenir               | 07 Bosa           |
| 87     | Tintal Sur                | 07 Bosa           |
| 46     | Castilla                  | 08 Kennedy        |
| 44     | Américas                  | 08 Kennedy        |
| 45     | Carvajal                  | 08 Kennedy        |
| 47     | Kennedy Central           | 08 Kennedy        |
| 48     | Timiza                    | 08 Kennedy        |
| 78     | Tintal Norte              | 08 Kennedy        |
| 79     | Calandaima                | 08 Kennedy        |
| 80     | Corabastos                | 08 Kennedy        |
| 81     | Gran Britalia             | 08 Kennedy        |
| 82     | Patio Bonito              | 08 Kennedy        |
| 83     | Las Margaritas            | 08 Kennedy        |
| 113    | Bavaria                   | 08 Kennedy        |
| 75     | Fontibón                  | 09 Fontibón       |
| 76     | Fontibón-San Pablo        | 09 Fontibón       |
| 77     | Zona Franca               | 09 Fontibón       |
| 110    | Ciudad Salitre Occidente  | 09 Fontibón       |
| 112    | Granjas de Techo          | 09 Fontibón       |
| 114    | Modelia                   | 09 Fontibón       |
| 115    | Capellanía                | 09 Fontibón       |
| 117    | Aeropuerto Eldorado       | 09 Fontibón       |
| 26     | Las Ferias                | 10 Engativá       |
| 29     | Minuto de Dios            | 10 Engativá       |
| 30     | Boyacá Real               | 10 Engativá       |
| 31     | Santa Cecilia             | 10 Engativá       |
| 72     | Bolivia                   | 10 Engativá       |
| 73     | Garcés Navas              | 10 Engativá       |
| 74     | Engativá                  | 10 Engativá       |
| 105    | Jardín Botánico           | 10 Engativá       |
| 116    | Álamos                    | 10 Engativá       |
| 2      | La Academia               | 11 Suba           |
| 3      | Guaymaral                 | 11 Suba           |
| 17     | San José de Bavaria       | 11 Suba           |
| 18     | Britalia                  | 11 Suba           |
| 19     | El Prado                  | 11 Suba           |
| 20     | La Alhambra               | 11 Suba           |
| 23     | Casablanca Suba           | 11 Suba           |
| 24     | Niza                      | 11 Suba           |
| 25     | La Floresta               | 11 Suba           |
| 27     | Suba                      | 11 Suba           |
| 28     | El Rincón                 | 11 Suba           |
| 71     | Tibabuyes                 | 11 Suba           |
| 21     | Los Andes                 | 12 Barrios Unidos |
| 22     | 12 de Octubre             | 12 Barrios Unidos |
| 98     | Los Alcázares             | 12 Barrios Unidos |
| 103    | Parque Salitre            | 12 Barrios Unidos |
| 100    | Galerías                  | 13 Teusaquillo    |
| 101    | Teusaquillo               | 13 Teusaquillo    |
| 104    | Parque Simón Bolívar      | 13 Teusaquillo    |
| 106    | La Esmeralda              | 13 Teusaquillo    |
| 107    | Quinta Paredes            | 13 Teusaquillo    |
| 109    | Ciudad Salitre Oriental   | 13 Teusaquillo    |
| 37     | Santa Isabel              | 14 Mártires       |
| 102    | La Sabana                 | 14 Mártires       |
| 35     | Ciudad Jardín             | 15 Antonio Nariño |
| 38     | Restrepo                  | 15 Antonio Nariño |
| 40     | Ciudad Montes             | 16 Puente Aranda  |
| 41     | Muzú                      | 16 Puente Aranda  |
| 43     | San Rafael                | 16 Puente Aranda  |
| 108    | Zona Industrial           | 16 Puente Aranda  |
| 111    | Puente Aranda             | 16 Puente Aranda  |
| 94     | La Candelaria             | 17 La Candelaria  |
| 36     | San José                  | 18 Rafael Uribe   |
| 39     | Quiroga                   | 18 Rafael Uribe   |
| 53     | Marco Fidel Suárez        | 18 Rafael Uribe   |
| 54     | Marruecos                 | 18 Rafael Uribe   |
| 55     | Diana Turbay              | 18 Rafael Uribe   |
| 63     | El Mochuelo               | 19 Ciudad Bolívar |
| 64     | Monteblanco               | 19 Ciudad Bolívar |
| 65     | Arborizadora              | 19 Ciudad Bolívar |
| 66     | San Francisco             | 19 Ciudad Bolívar |
| 67     | Lucero                    | 19 Ciudad Bolívar |
| 68     | El Tesoro                 | 19 Ciudad Bolívar |
| 69     | Ismael Perdomo            | 19 Ciudad Bolívar |
| 70     | Jerusalén                 | 19 Ciudad Bolívar |